# Campionato mondiale di Formula 1 1962
Il campionato mondiale di Formula 1 1962 organizzato dalla FIA è stato, nella storia della categoria, il 13° ad assegnare il campionato piloti e il 5° ad assegnare il campionato costruttori. È iniziato il 20 maggio ed è terminato il 29 dicembre, dopo 9 gare. I titoli mondiali sono andati al pilota Graham Hill e alla scuderia BRM.

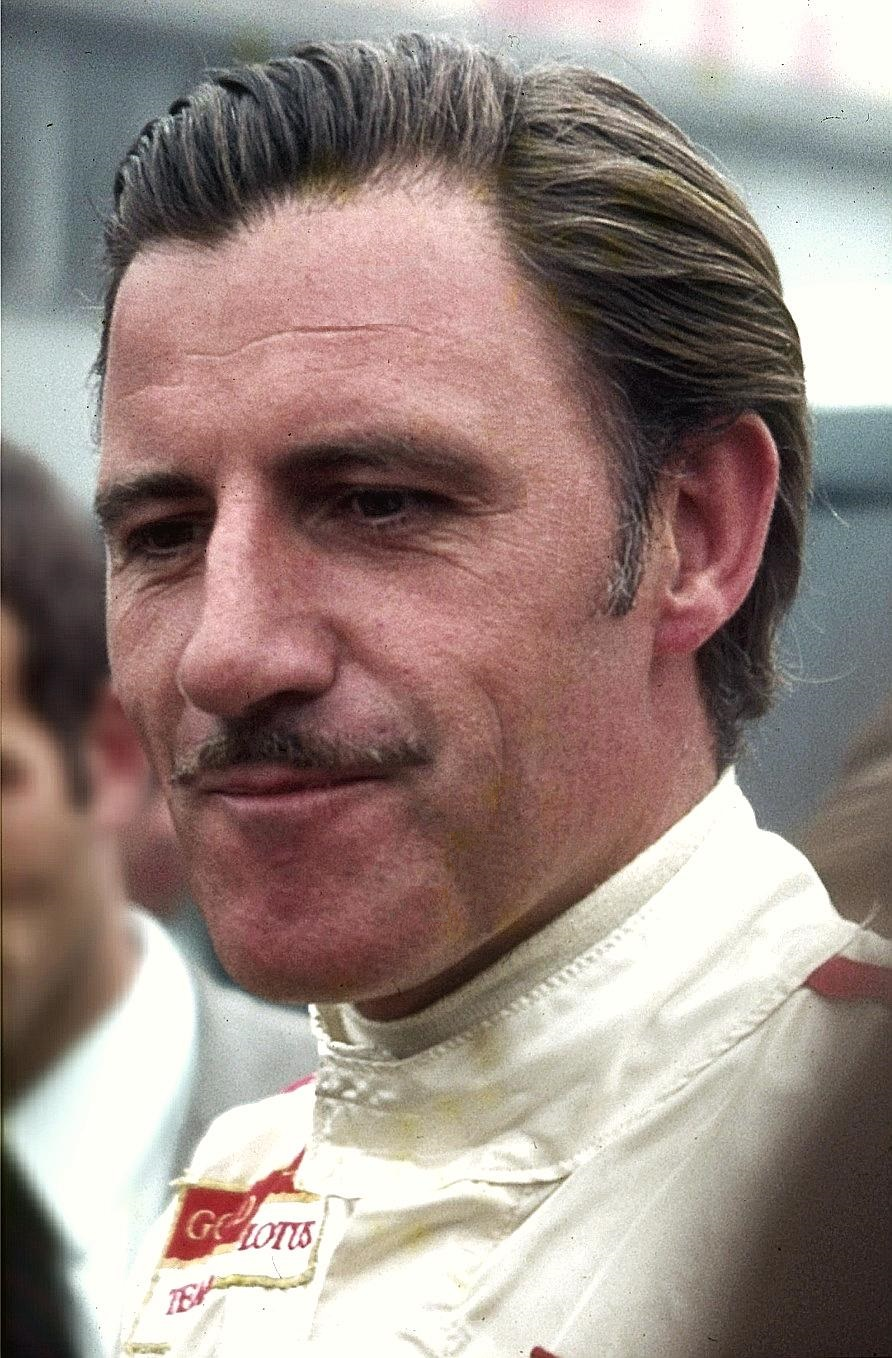
Graham Hill divenne campione del mondo per la prima volta in carriera.

## Riassunto della stagione

### Gran Premio d'Olanda

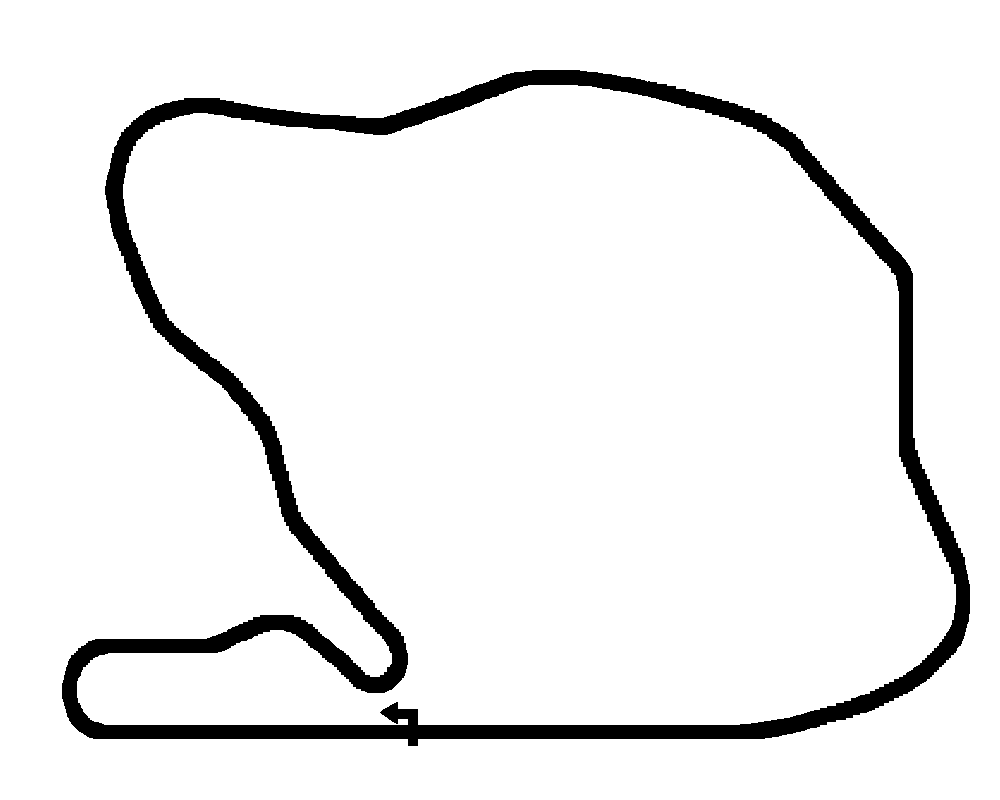
Il circuito di Zandvoort

Ordine d'arrivo
1. Graham Hill (BRM)
2. Trevor Taylor (Lotus-Climax)
3. Phil Hill (Ferrari)
4. Giancarlo Baghetti (Ferrari)
5. Tony Maggs (Cooper-Climax)
6. Carel Godin de Beaufort (Porsche)

### Gran Premio di Monaco

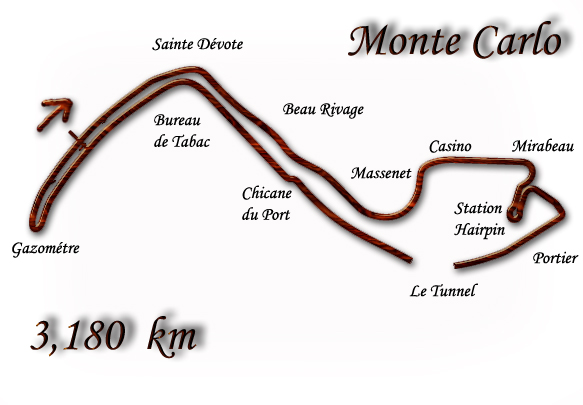
Il circuito cittadino di Montecarlo

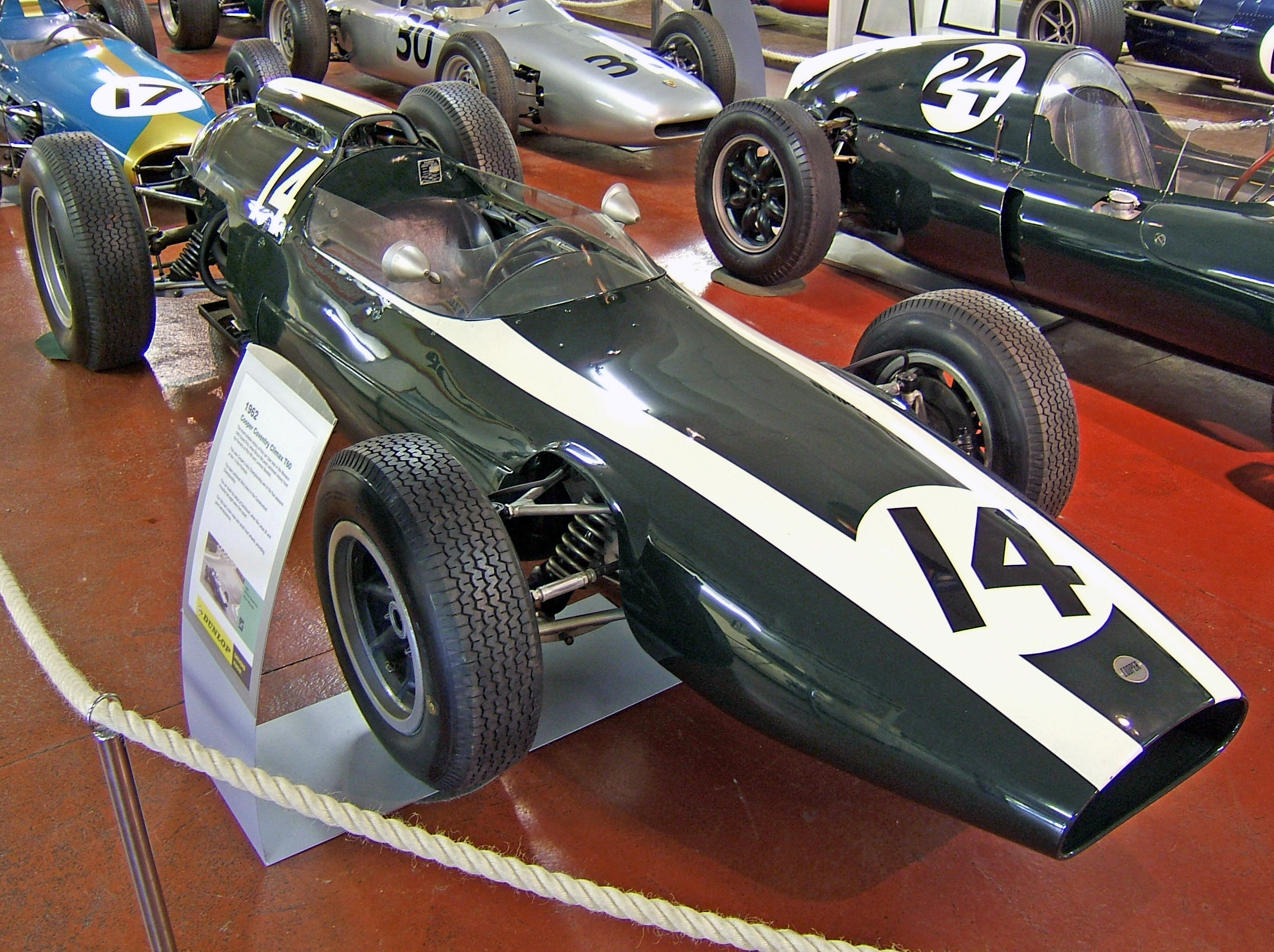
La Cooper T60 con la quale Bruce McLaren vinse il Gran Premio di Monaco 1962

Ordine d'arrivo
1. Bruce McLaren (Cooper-Climax)
2. Phil Hill (Ferrari)
3. Lorenzo Bandini (Ferrari)
4. John Surtees (Lola-Climax)
5. Jo Bonnier (Porsche)
6. Graham Hill (BRM)

### Gran Premio del Belgio

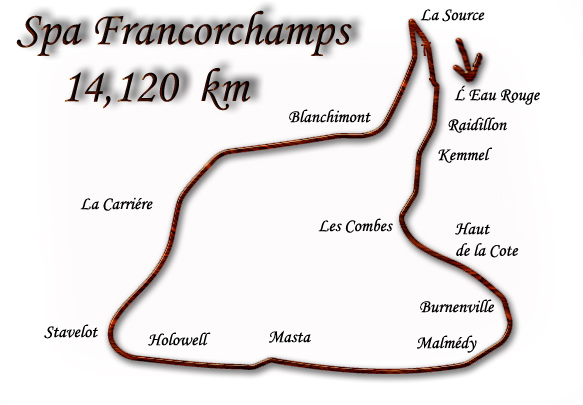
Il circuito di Spa (1950-1970)

Ordine d'arrivo
1. Jim Clark (Lotus-Climax)
2. Graham Hill (BRM)
3. Phil Hill (Ferrari)
4. Ricardo Rodriguez (Ferrari)
5. John Surtees (Lola-Climax)
6. Jack Brabham (Lotus-Climax)

### Gran Premio di Francia

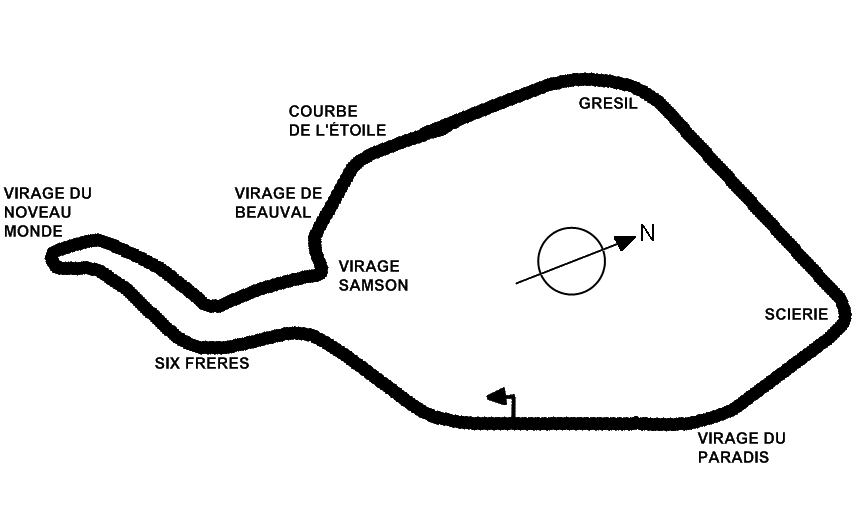
Il circuito cittadino di Rouen Les Essarts

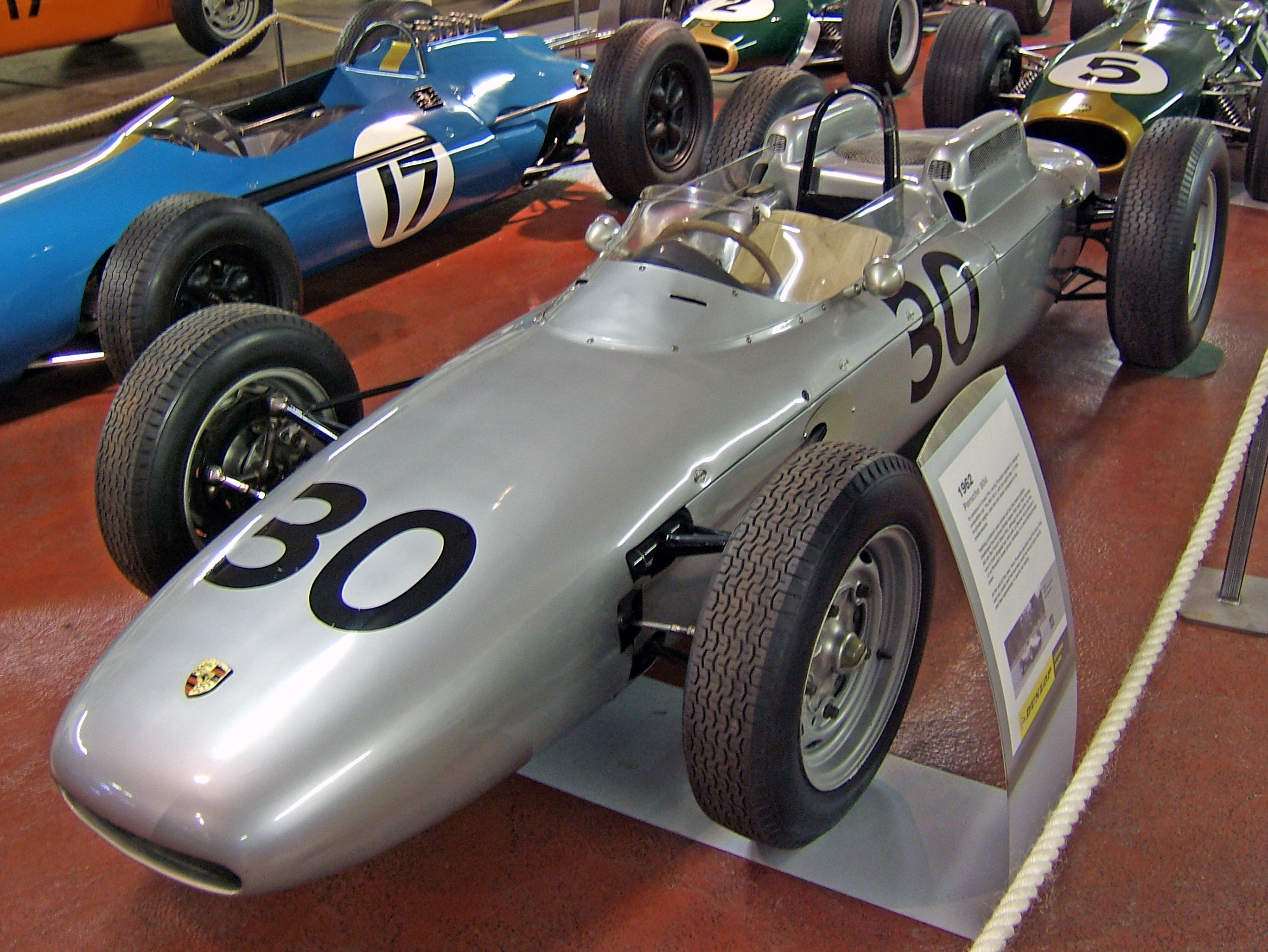
La Porsche 804 N. 30 di Dan Gurney al Gran Premio di Francia 1962

Ordine d'arrivo
1. Dan Gurney (Porsche)
2. Tony Maggs (Cooper-Climax)
3. Richie Ginther (BRM)
4. Bruce McLaren (Cooper-Climax)
5. John Surtees (Lola-Climax)
6. Carel Godin de Beaufort (Porsche)

### Gran Premio di Gran Bretagna

Il circuito di Aintree

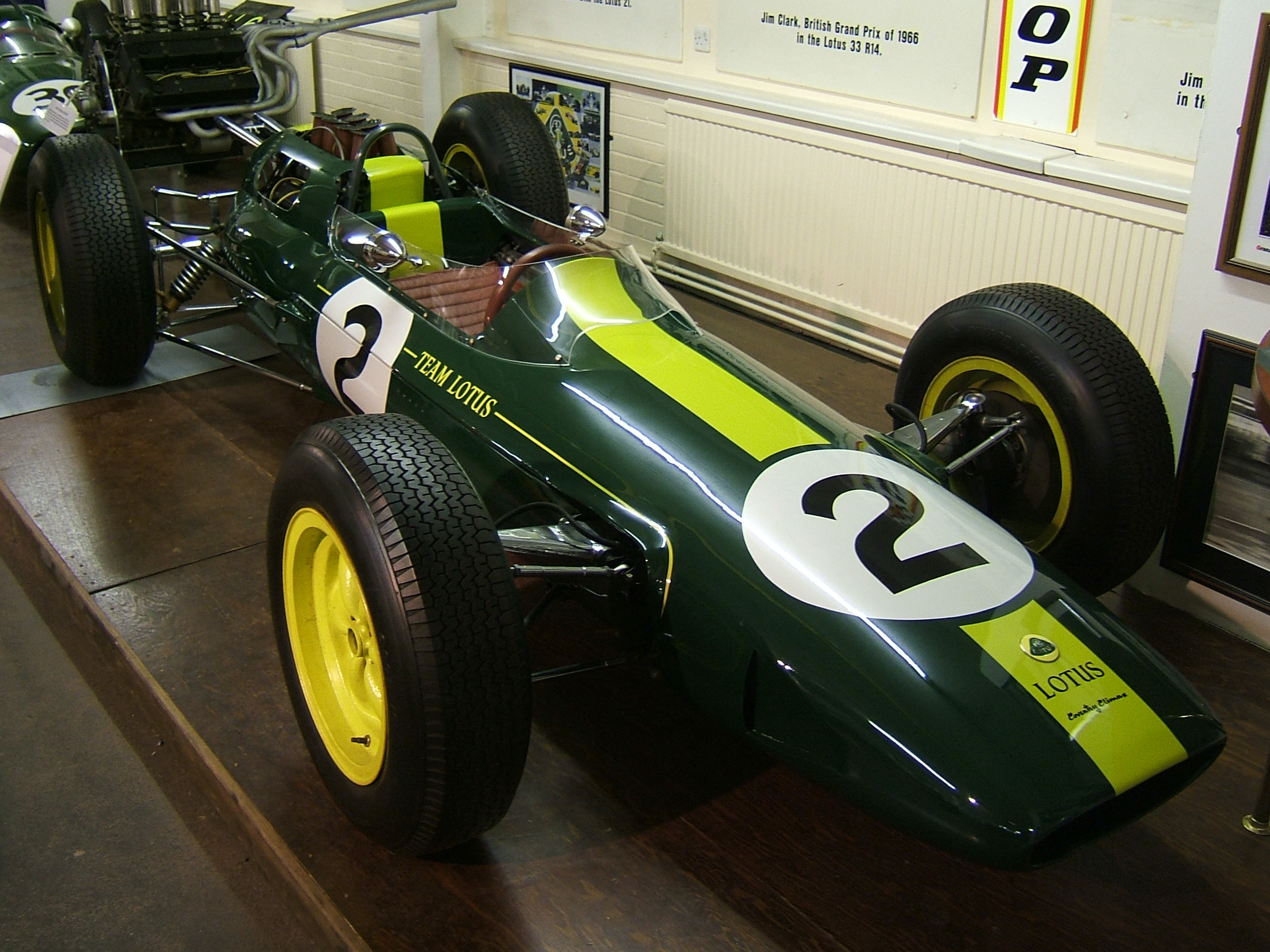
La Lotus 25 di Jim Clark

Ordine d'arrivo
1. Jim Clark (Lotus-Climax)
2. John Surtees (Lola-Climax)
3. Bruce McLaren (Cooper-Climax)
4. Graham Hill (BRM)
5. Jack Brabham (Lotus-Climax)
6. Tony Maggs (Cooper-Climax)

### Gran Premio di Germania

Nürburgring - Nordschleife

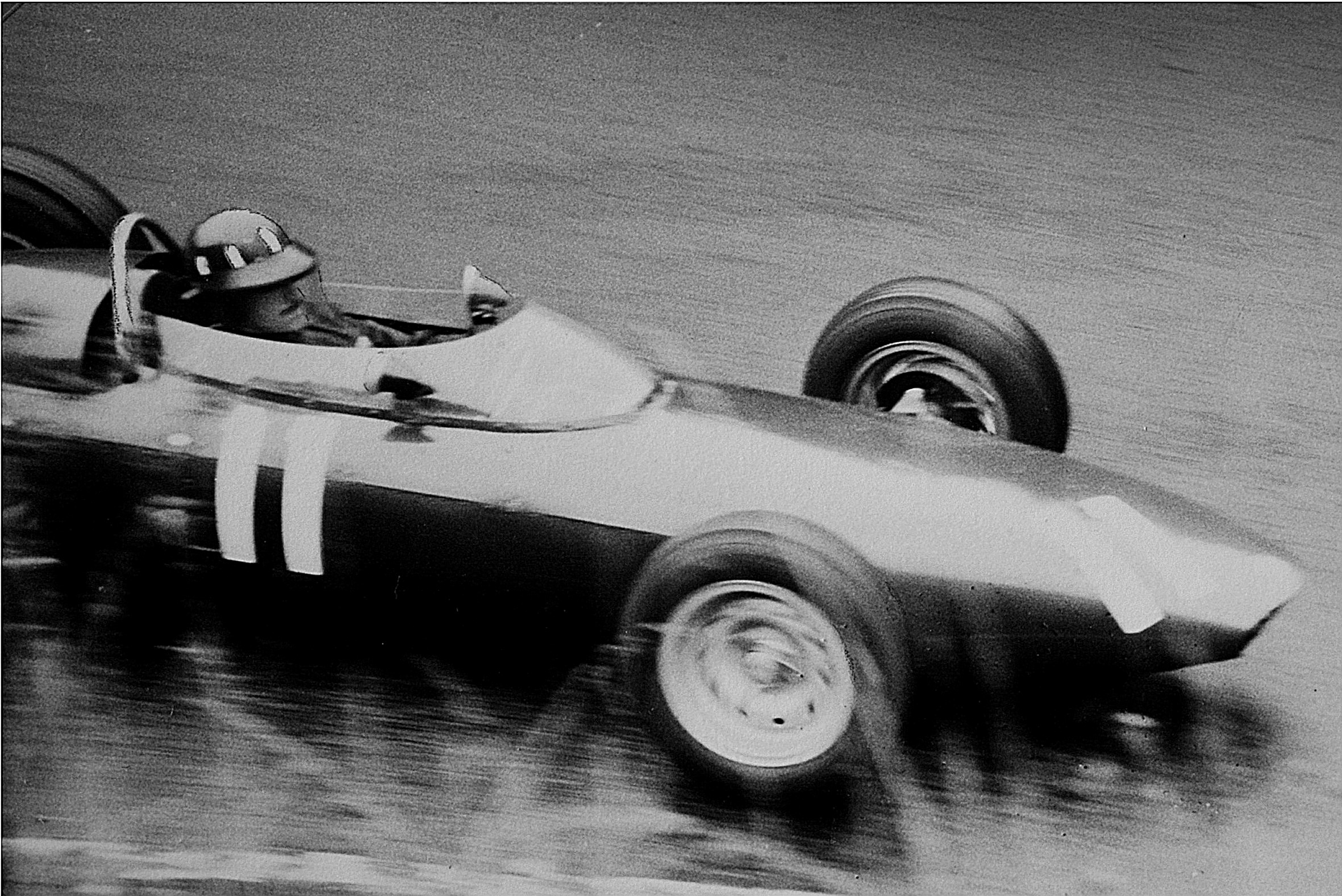
Graham Hill al Gran Premio di Germania

Ordine d'arrivo
1. Graham Hill (BRM)
2. John Surtees (Lola-Climax)
3. Dan Gurney (Porsche)
4. Jim Clark (Lotus-Climax)
5. Bruce McLaren (Cooper-Climax)
6. Ricardo Rodriguez (Ferrari)

### Gran Premio d'Italia

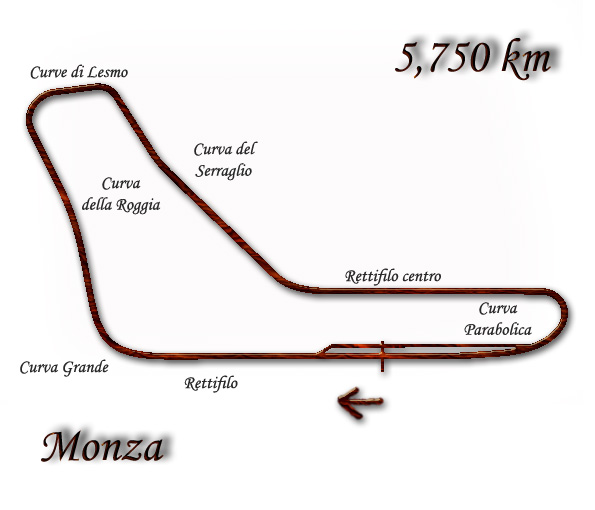
Autodromo Nazionale di Monza

Ordine d'arrivo
1. Graham Hill (BRM)
2. Richie Ginther (BRM)
3. Bruce McLaren (Cooper-Climax)
4. Willy Mairesse (Ferrari)
5. Giancarlo Baghetti (Ferrari)
6. Jo Bonnier (Porsche)

### Gran Premio degli Stati Uniti

Il circuito di Watkins Glen nella configurazione originale

Ordine d'arrivo
1. Jim Clark (Lotus-Climax)
2. Graham Hill (BRM)
3. Bruce McLaren (Cooper-Climax)
4. Jack Brabham (Brabham-Climax)
5. Dan Gurney (Porsche)
6. Masten Gregory (Lotus-BRM)

### Gran Premio del Sudafrica

Il circuito di East London

Ordine d'arrivo
1. Graham Hill (BRM)
2. Bruce McLaren (Cooper-Climax)
3. Tony Maggs (Cooper-Climax)
4. Jack Brabham (Brabham-Climax)
5. Innes Ireland (Lotus-Climax)
6. Neville Lederle (Lotus-Climax)

## Risultati

### Gran Premi
| N° | Gran Premio                   | Data         | Circuito     | Pole position | Giro veloce   | Pilota vincitore | Costruttore   | Resoconto |
| -- | ----------------------------- | ------------ | ------------ | ------------- | ------------- | ---------------- | ------------- | --------- |
| 1  | Gran Premio d'Olanda          | 20 maggio    | Zandvoort    | John Surtees  | Bruce McLaren | Graham Hill      | BRM           | Resoconto |
| 2  | Gran Premio di Monaco         | 3 giugno     | Monaco       | Jim Clark     | Jim Clark     | Bruce McLaren    | Cooper-Climax | Resoconto |
| 3  | Gran Premio del Belgio        | 17 giugno    | Spa          | Graham Hill   | Jim Clark     | Jim Clark        | Lotus-Climax  | Resoconto |
| 4  | Gran Premio di Francia        | 8 luglio     | Rouen        | Jim Clark     | Graham Hill   | Dan Gurney       | Porsche       | Resoconto |
| 5  | Gran Premio di Gran Bretagna  | 21 luglio    | Aintree      | Jim Clark     | Jim Clark     | Jim Clark        | Lotus-Climax  | Resoconto |
| 6  | Gran Premio di Germania       | 5 agosto     | Nürburgring  | Dan Gurney    | Graham Hill   | Graham Hill      | BRM           | Resoconto |
| 7  | Gran Premio d'Italia          | 16 settembre | Monza        | Jim Clark     | Graham Hill   | Graham Hill      | BRM           | Resoconto |
| 8  | Gran Premio degli Stati Uniti | 7 ottobre    | Watkins Glen | Jim Clark     | Jim Clark     | Jim Clark        | Lotus-Climax  | Resoconto |
| 9  | Gran Premio del Sudafrica     | 29 dicembre  | East London  | Jim Clark     | Jim Clark     | Graham Hill      | BRM           | Resoconto |

## Classifiche

### Classifica Piloti
Il sistema di punteggio prevedeva l'attribuzione ai primi sei classificati rispettivamente di 9, 6, 4, 3, 2 e un punto. Per la classifica finale valevano i migliori cinque risultati; nella colonna Punti sono indicati i punti effettivamente validi per il campionato, tra parentesi i punti totali conquistati.
| Pos. | Pilota                  |     |     |     |     |     |     |     |     |     | Punti   |
| ---- | ----------------------- | --- | --- | --- | --- | --- | --- | --- | --- | --- | ------- |
| 1    | Graham Hill             | 1   | 6   | 2   | 9   | 4   | 1   | 1   | 2   | 1   | 42 (52) |
| 2    | Jim Clark               | 9   | Rit | 1   | Rit | 1   | 4   | Rit | 1   | Rit | 30      |
| 3    | Bruce McLaren           | Rit | 1   | Rit | 4   | 3   | 5   | 3   | 3   | 2   | 27 (32) |
| 4    | John Surtees            | Rit | 4   | 5   | 5   | 2   | 2   | Rit | Rit | Rit | 19      |
| 5    | Dan Gurney              | Rit | Rit | NP  | 1   | 9   | 3   | 13  | 5   |     | 15      |
| 6    | Phil Hill               | 3   | 2   | 3   |     | Rit | Rit | 11  | NP  |     | 14      |
| 7    | Tony Maggs              | 5   | Rit | Rit | 2   | 6   | 9   | 7   | 7   | 3   | 13      |
| 8    | Richie Ginther          | Rit | Rit | Rit | 3   | 13  | 8   | 2   | Rit | 7   | 10      |
| 9    | Jack Brabham            | Rit | 8   | 6   | Rit | 5   | Rit |     | 4   | 4   | 9       |
| 10   | Trevor Taylor           | 2   | Rit | Rit | 8   | 8   | Rit | Rit | 12  | Rit | 6       |
| 11   | Giancarlo Baghetti      | 4   |     | Rit |     |     | 10  | 5   |     |     | 5       |
| 12   | Lorenzo Bandini         |     | 3   |     |     |     | Rit | 8   |     |     | 4       |
| =    | Ricardo Rodríguez       | Rit | NP  | 4   |     |     | 6   | 14  |     |     | 4       |
| 14   | Willy Mairesse          |     | 7   | Rit |     |     |     | 4   |     |     | 3       |
| =    | Joakim Bonnier          | 7   | 5   |     | 10  | Rit | 7   | 6   | 13  |     | 3       |
| 16   | Innes Ireland           | Rit | Rit | Rit | Rit | 16  |     | Rit | 8   | 5   | 2       |
| =    | Carel Godin de Beaufort | 6   | NQ  | 7   | 6   | 14  | 13  | 10  | Rit | 11  | 2       |
| 18   | Masten Gregory          | Rit | NQ  | Rit | Rit | 7   |     | 12  | 6   |     | 1       |
| =    | Neville Lederle         |     |     |     |     |     |     |     |     | 6   | 1       |
| –    | Maurice Trintignant     |     | Rit | 8   | 7   |     | Rit | Rit | Rit |     | 0       |
| –    | Jackie Lewis            | 8   | NQ  |     | Rit | 10  | 17  |     |     |     | 0       |
| –    | John Love               |     |     |     |     |     |     |     |     | 8   | 0       |
| –    | Nino Vaccarella         |     | NQ  |     |     |     | 15  | 9   |     |     | 0       |
| –    | Lucien Bianchi          |     |     | 9   |     |     | 16  |     |     |     | 0       |
| –    | Roger Penske            |     |     |     |     |     |     |     | 9   |     | 0       |
| –    | Bruce Johnstone         |     |     |     |     |     |     |     |     | 9   | 0       |
| –    | Jo Siffert              |     | NQ  | 10  | Rit |     | 12  | NQ  |     |     | 0       |
| –    | Rob Schroeder           |     |     |     |     |     |     |     | 10  |     | 0       |
| –    | Ernie Pieterse          |     |     |     |     |     |     |     |     | 10  | 0       |
| –    | Ian Burgess             |     |     |     |     | 12  | 11  | NQ  |     |     | 0       |
| –    | Tony Settember          |     |     |     |     | 11  |     | Rit |     |     | 0       |
| –    | John Campbell-Jones     |     |     | 11  |     |     |     |     |     |     | 0       |
| –    | Hap Sharp               |     |     |     |     |     |     |     | 11  |     | 0       |
| –    | Heini Walter            |     |     |     |     |     | 14  |     |     |     | 0       |
| –    | Jay Chamberlain         |     |     |     |     | 15  | NQ  | NQ  |     |     | 0       |
| –    | Wolfgang Seidel         | NC  |     |     |     | Rit | NQ  |     |     |     | 0       |
| –    | Roy Salvadori           | Rit | Rit |     | Rit | Rit | Rit | Rit | NP  | Rit | 0       |
| –    | Tony Shelly             |     |     |     |     | Rit | NQ  | NQ  |     |     | 0       |
| –    | Keith Greene            |     |     |     |     |     | Rit | NQ  |     |     | 0       |
| –    | Ben Pon                 | Rit |     |     |     |     |     |     |     |     | 0       |
| –    | Heinz Schiller          |     |     |     |     |     | Rit |     |     |     | 0       |
| –    | Bernard Collomb         |     |     |     |     |     | Rit |     |     |     | 0       |
| –    | Timmy Mayer             |     |     |     |     |     |     |     | Rit |     | 0       |
| –    | Doug Serrurier          |     |     |     |     |     |     |     |     | Rit | 0       |
| –    | Mike Harris             |     |     |     |     |     |     |     |     | Rit | 0       |
| –    | Jim Hall                |     |     |     |     |     |     |     | NP  |     | 0       |
| –    | Günther Seiffert        |     |     |     |     |     | NQ  |     |     |     | 0       |
| –    | Gerry Ashmore           |     |     |     |     |     |     | NQ  |     |     | 0       |
| –    | Ernesto Prinoth         |     |     |     |     |     |     | NQ  |     |     | 0       |
| –    | Roberto Lippi           |     |     |     |     |     |     | NQ  |     |     | 0       |
| –    | Nasif Estéfano          |     |     |     |     |     |     | NQ  |     |     | 0       |
| Pos. | Pilota                  |     |     |     |     |     |     |     |     |     | Punti   |

| Legenda | 1º posto     | 2º posto | 3º posto    | A punti         | Senza punti/Non class.  | Grassetto – Pole position Corsivo – Giro più veloce |
| Legenda | Squalificato | Ritirato | Non partito | Non qualificato | Solo prove/Terzo pilota | Grassetto – Pole position Corsivo – Giro più veloce |

### Classifica Costruttori
| Pos | Costruttore       | Punti   |
| --- | ----------------- | ------- |
| 1   | BRM               | 42 (56) |
| 2   | Lotus-Climax      | 36 (38) |
| 3   | Cooper-Climax     | 29 (37) |
| 4   | Lola-Climax       | 19      |
| 5   | Porsche           | 18 (19) |
| 6   | Ferrari           | 18      |
| 7   | Brabham-Climax    | 6       |
| 8   | Lotus-BRM         | 1       |
| 9   | De Tomaso-Osca    | 0       |
| 10  | De Tomaso         | 0       |
| 11  | LDS-Alfa Romeo    | 0       |
| 12  | Gilby-BRM         | 0       |
| 13  | ENB-Maserati      | 0       |
| 14  | Emeryson-Climax   | 0       |
| 15  | Cooper-Alfa Romeo | 0       |

- Punti assegnati: 1° 9 pts - 2° 6 pts - 3° 4 pts - 4° 3 pts - 5° 2 pts - 6° 1 pt.
- Nel conteggio punti per il campionato valgono solo i migliori 5 risultati.
- Solo la prima vettura classificata segna punti.
- Nella colonna Punti sono indicati quelli effettivamente validi per il campionato, tra parentesi i punti totali conquistati.